# Precision Rifle Series
Precision Rifle Series (PRS) es una disciplina de  tiro deportivo practicada en Estados Unidos que se basa en rifles de precisión y de largo alcance derivada del tiro práctico. La serie tiene un estilo de campeonato en el que los competidores acumulan puntos en 45 partidos repartidos en casi veinte estados de EE. UU . y, por lo tanto, se clasifican en todo el país.
Los competidores mejor clasificados compiten en el último partido de la temporada; la "Final del rifle de precisión". El número de competidores activos ha aumentado de 164 en 2012 a más de 15.000 en 2020.
La competición busca el equilibrio entre velocidad y precisión, y los objetivos pueden tener distancias tanto conocidas (KD) como desconocidas (UKD) y variar entre 10 y 1200 metros o yardas.Por lo tanto, el competidor debe tener un buen conocimiento de la balística de sus armas de fuego. 
El objetivo principal es el tiro a larga distancia y una competencia consta de varios recorridos de tiro, cada uno con un tiempo máximo establecido (tiempo par ). 
El tirador recibe puntos según la cantidad de objetivos que logra acertar durante ese tiempo. Los objetivos presentados suelen ser relativamente pequeños y están hechos de acero para simplificar la puntuación. En la serie PRS, por ejemplo, normalmente entre 0,3 y 0,9 mrad (30 a 90 milímetros a 100 m, o aproximadamente 1–3 MOA ).

## fusiles
Se utilizan rifles estilo francotirador de largo alcance a varias distancias y desde posiciones de tiro no convencionales se hicieron populares en la década de 1990. Las reglas del PRS se establecieron en el 2012 y estipulan que los rifles utilizados por tiradores competidores deben disparar balas con un diámetro no mayor a 7.82 milímetros (0,308 pulgadas) a velocidades de salida no superiores a 980 m/s (3200 pies/s). Estos límites tienen como objetivo prolongar la vida útil de los blancos de acero utilizados en los torneos. Hay seis categorías competitivas para los rifles que disparan este tipo de balas.
La mayoría de los competidores usan miras telescópicas de aumentos variables. 
Los calibres más comunes son de entre 6 milímetros y 6,5 mm. Las balas de 0,24 a 0,26 pulgadas (calibre 0,24 a 0,26 pulgadas) son populares porque el bajo retroceso a menudo permite a los tiradores observar si han acertado o fallado un objetivo para evaluar si es necesario realizar otro disparo antes de pasar al siguiente objetivo.
Muchos competidores también utilizan bolsas de tiro para crear una plataforma estable donde descansar sus rifles.

## Divisiones
Rifles de cerrojo - Divisiones, Categorías y Clasificaciones de rifles: 
El PRS tiene tres divisiones de fusiles de cerrojo y una división de sistemas de gas. Todos los tiradores deben declarar la división en la que competirán cuando se registren para el PRS. Los tiradores pueden disparar en varias divisiones durante la misma temporada. Sin embargo, deben registrarse en todas las divisiones en las que elijan competir. Es imperativo que los tiradores se aseguren de estar registrados en la división correcta para todos los partidos si planean competir en varias divisiones. Es responsabilidad del tirador asegurarse de que se le puntúe en la división correcta. De no hacerlo resultará en una descalificación del partido (DQ).
- División Abierta
  - Los rifles de cerrojo en la División Open no superan el calibre 7,62 mm (0,30 pulgadas) de diámetro o una velocidad de 980 m/s (3200 pies/s) .
- División táctica
  - Los rifles tácticos de cerrojo en la División Táctica están restringidos a cartuchos .308 Winchester y 5.56 NATO/.223 Remington. El Remington 5,56 NATO/.223 no debe exceder 910 m/s (3.000 pies/s) y el Winchester .308 no debe exceder 850 m/s (2.800 pies/s) . No se permiten cartuchos modificados o salvajes para competir en la División de rifles tácticos de cerrojo.
- División de producción
  - Los rifles de producción de cerrojo en la División de Producción no excederán los $2,500 según se enumera en el sitio web de la compañía y la óptica no excederá los $2,500 según se enumera en el sitio web de la compañía.
  - A los efectos de la División de Producción, un rifle se define como un rifle disponible al público según la configuración original del fabricante de un arma de fuego completa que estará compuesta por al menos lo siguiente: culata con fondo metálico o chasis, una acción completa, un cañón y un mecanismo de activación.
- División de pistolas de gas
  - Los rifles de la división de armas de gas pueden consistir en un rifle semiautomático de armazón grande o pequeño sin restricciones. Las armas de gas están limitadas a un calibre de 7,62. mm (0,30 pulgadas) de diámetro o 980 m/s (3200 pies/s) .

## Categorías de tiradores
- Fuerzas militares y policiales
  - Cualquier tirador que sea miembro del servicio militar activo a tiempo completo o agente del orden (LEO) a tiempo completo es elegible para disparar en la clase Mil/LE además de su división PRS. Los equipos de tiro competitivos de la guardia nacional o de la reserva militar a tiempo completo o parcial que estén autorizados por sus respectivas ramas militares califican para competir en la categoría MIL/LE PRS.
- Señoras
  - Todas las tiradoras son elegibles para disparar en la categoría femenina además de en su División PRS.
- personas mayores
  - Cualquier persona mayor de 55 años es elegible para disparar en la categoría sénior además de su División PRS.
- Júnior
  - Cualquier persona que tenga 18 años o menos al inicio de la temporada es elegible para disparar en la categoría júnior además de su División PRS.
- Internacional
  - Cualquier tirador internacional (no residente de EE. UU.) que elija competir en la Serie PRS PRO de EE. UU./CA. No confundir con la Serie Internacional, un tirador puede participar en ambas.

## Clasificaciones
Los competidores de la Serie PRS se dividen en clasificaciones según su nivel de habilidad y desempeño. La razón del sistema de clasificación es tener la capacidad de clasificar a los competidores y permitir que los tiradores tengan un verdadero reconocimiento entre pares. Esto permite establecer objetivos y lograr de manera realista metas alcanzables dentro del deporte.
El sistema de clasificación es un sistema anual que se basa en el desempeño de los tiradores que clasifican para la temporada actual según la puntuación de la serie de la temporada anterior del año (sin incluir su puntuación final). Al final de cada temporada, los tiradores de diferentes categorías se recalcularán de acuerdo con los porcentajes del grupo de clasificación en función de su puntuación de la serie previa a la final de final de temporada. El tirador conservará esta clasificación durante toda la próxima temporada y competirá dentro de esta clasificación en la final de la Pro Series (si califica).
Los competidores de PRS pueden lograr una clasificación de Pro, Semiprofesional, Marksman o Amateur. Cada clase consta de un porcentaje del número total de tiradores afiliados, según la clasificación de final de temporada, sin incluir la final. Los tiradores profesionales, por ejemplo, se clasificarán como el 20% de los mejores competidores según la clasificación después del último partido de la temporada de la Pro Series. Los competidores entre los 55 mejores (79,9% de los tiradores), según estas clasificaciones, se clasificarán como semiprofesionales y así sucesivamente.
| Clasificación     | Porcentajes                         |
| ----------------- | ----------------------------------- |
| Profesional       | 20% superior                        |
| Semiprofesional   | Siguiente 25%                       |
| Tirador escondido | Siguiente 25%                       |
| Aficionado        | Competidores restantes (aprox. 30%) |

## Afiliaciones
Existen clubes afiliados en numerosos países, con clubes en Australia, los Estados bálticos, Hungría, Indonesia, Italia, México, Mongolia, Polonia, Eslovaquia, Sudáfrica, España, Ucrania, Reino Unido y Zimbabue, entre otros.

## Temporadas
| Nombre              | División       |
| ------------------- | -------------- |
| Arcilla Blackketter | Abierto        |
| Nube Coldyn         | Abierto Júnior |
| Regina Milkovich    | dama abierta   |
| Ben Gossett         | Mil/LEO        |
| Brian Allen         | Abierto Sénior |
| Carlos Roberts      | Táctico        |
| David Koenig        | Producción     |

| Nombre                 | División       |
| ---------------------- | -------------- |
| Organización de Austin | Abierto        |
| Allison Zane           | Abierto Júnior |
| Allison Zane           | dama abierta   |
| Ben Gossett            | Mil/LEO        |
| Rick Reeves            | Abierto Sénior |
| Marcos Cooper          | Táctico        |
| David Koenig           | Producción     |